# Pfarrhaus (Bodelsberg)

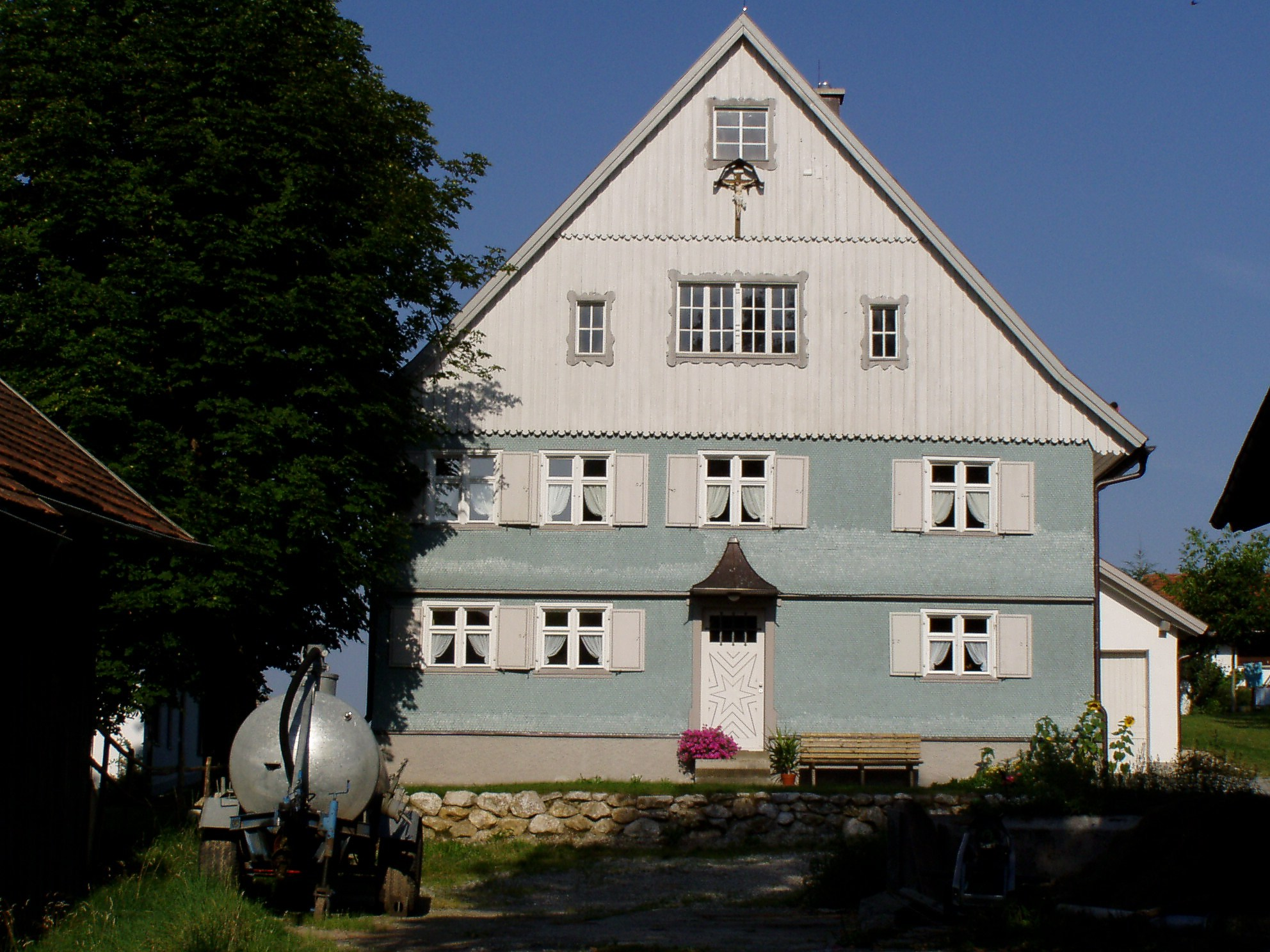
Pfarrhaus in Bodelsberg

Das Pfarrhaus in Bodelsberg, einem Gemeindeteil von Durach im Landkreis Oberallgäu im bayerischen Regierungsbezirk Schwaben, wurde 1740 errichtet. Das Pfarrhaus an der Dorfstraße 19 ist ein geschütztes Baudenkmal.
Der zweigeschossige, verschindelte bzw. verbretterte Bau mit steilem Satteldach wurde im Kern 1740 erbaut. An der östlichen Giebelseite, an der sich auch der Eingang befindet, ist ein Kruzifix angebracht.